# Marquard Joseph Maria Zech von Deybach
Marquard Joseph Maria Zech von Deybach Freiherr zu Sulz (* 3. März 1716; † 1782) war ein deutscher Hofbeamter. Er war fürstbischöflicher Kurtrier, Augsburgischer Geheimrat, Oberstallmeister, kurpfälzischer und kurtrierischer Kämmerer sowie Großkreuzträger des St. Michaelordens.

## Leben
Er stammte aus dem Adelsgeschlecht der Freiherren Zech von Deybach. Seine Eltern waren der kaiserlich-oberösterreichische Kammerrat Johann Wolfgang Zech auf Deybach Freiherr zu Sulz (* 1667; † 1698) und dessen Ehefrau Francisca Claudia geb. Freiin von Stain (* 1678).
Marquard Joseph Maria Zech von Deybach wuchs auf Schloss Deubach in der Nähe von Augsburg auf. Darauf trat er als Page und Kurtrier in die Dienste des Fürstbischofs von Augsburg. Später ernannte man ihm zum Augsburgischen Geheimrat und Oberstallmeister. Seit den 1770er Jahren verwaltete er als Pfleger das fürstbischöfliche Pflegamt Aislingen. Des Weiteren bekleidete er das Amt des Kurtrierischen und Kurpfälzischen Kämmerers. Der Kurfürst von Bayern zeichnete ihn mit dem Großkreuz des St. Michaelordens aus. Von Maximilian Joseph von Bayern wurde er mit Gütern in Baustetten belehnt. Sein Epitaph befand sich in der im Zweiten Weltkrieg zerstörten Pfarrkirche von Ehrenbreitstein bei Koblenz.

## Vorfahren
| Marquard Joseph Maria Zech von Deybach Freiherr zu Sulz | Johann Wolfgang Zech von Deybach Freiherr zu Sulz | Constantin Zech von Deybach Freiherr zu Sulz       | Hans Wolf Zech von Deybach                         |
| Marquard Joseph Maria Zech von Deybach Freiherr zu Sulz | Johann Wolfgang Zech von Deybach Freiherr zu Sulz | Constantin Zech von Deybach Freiherr zu Sulz       | Maria Corona Rehlinger von Horgau                  |
| Marquard Joseph Maria Zech von Deybach Freiherr zu Sulz | Johann Wolfgang Zech von Deybach Freiherr zu Sulz | Maria Eleonora von Bärendorf                       | Hans Christoph von Bärendorf                       |
| Marquard Joseph Maria Zech von Deybach Freiherr zu Sulz | Johann Wolfgang Zech von Deybach Freiherr zu Sulz | Maria Eleonora von Bärendorf                       | Clara Anna von Siegenstein                         |
| Marquard Joseph Maria Zech von Deybach Freiherr zu Sulz | Francisca Claudia Freiin von Stain                | Johann Ferdinand Freiherr von Stain zu Uttenweiler | Hans Jakob Freiherr von Stain zu Uttenweiler       |
| Marquard Joseph Maria Zech von Deybach Freiherr zu Sulz | Francisca Claudia Freiin von Stain                | Johann Ferdinand Freiherr von Stain zu Uttenweiler | Maria Magdalena Speth von Zwiefalten               |
| Marquard Joseph Maria Zech von Deybach Freiherr zu Sulz | Francisca Claudia Freiin von Stain                | Francisca Felicitas Freiin von Bissing             | Hans Friedrich Freiherr von Bissing auf Grundsheim |
| Marquard Joseph Maria Zech von Deybach Freiherr zu Sulz | Francisca Claudia Freiin von Stain                | Francisca Felicitas Freiin von Bissing             | Kunigunda Catharina von Nippenburg                 |